# Denisonia devisi
La víbora del barro (Denisonia devisi), también conocida como serpiente anillada de De Vis, es una especie de serpiente venenosa de la familia Elapidae. La especie es endémica de ciertas regiones del este de Australia, incluido el suroeste de Queensland, el norte de Nueva Gales del Sur y el noroeste de Victoria. Sus nombres científicos y comunes hacen referencia a Charles Walter De Vis (1829-1915), primer director del Museo de Queensland y escritor de alrededor de 50 artículos sobre herpetología.

## Descripción
D. devisi es corta, gruesa y ligeramente plana. Los ojos están situados en la parte superior de la cabeza y tienen un iris llamativo. La superficie dorsal del cuerpo es de color marrón amarillento a verde oliva, interrumpida por bandas oscuras angostas, irregulares y de bordes irregulares que recorren el cuerpo. La serpiente con bandas de De Vis a veces se confunde con las víboras de la muerte, ya que ambas tienen cuerpos gruesos con bandas. La principal diferencia es que la cola de la serpiente con bandas de De Vis no se estrecha bruscamente y su cabeza no es ancha ni triangular.

## Distribución y hábitat
Se pensaba que la serpiente anillada de De Vis estaba confinada a las llanuras aluviales de Queensland y Nueva Gales del Sur. Sin embargo, cuando el experto en mamíferos Peter Menkhorst informó sobre una víbora mortal en el noroeste de Victoria, se llevó a cabo una expedición en noviembre de 2005 para inspeccionar las islas Wallpolla. En lugar de encontrar una víbora de la muerte, la encuesta identificó una serpiente con bandas de De Vis por primera vez en Victoria.
La confirmación adicional del nuevo hábitat de la especie vino con un informe sobre los resultados de la recaudación de los niveles de agua para fines ambientales en varios sitios a lo largo del río Murray en la frontera con Victoria - Nueva Gales del Sur, haciendo una nota especial de la serpiente. Una confirmación adicional del nuevo hábitat de la especie llegó con un informe sobre los resultados del aumento de los niveles de agua con fines ambientales en varios sitios a lo largo del río Murray en la frontera entre Victoria y Nueva Gales del Sur, en el que se destaca especialmente a la serpiente. La serpiente fue encontrada en Wallpolla Island Park, un área de 9.800 hectáreas (24.000 acres) que consta de vegetación de llanura aluvial en el extremo noroeste, en la frontera entre Victoria y Nueva Gales del Sur.  Fue un “Sitio Ícono” designado, un área de alto valor ecológico dentro de la cuenca del Murray-Darling. La nueva adición a las serpientes victorianas probablemente fue transportada hacia el sur durante un período de inundación en el río Murray. El hábitat generalmente seco se había vuelto más adecuado a lo largo de los años a medida que aumentaba el agua y la biodiversidad debido al agua ambiental. Se recomienda precaución con respecto al uso de la tierra potencialmente amenazante.

## Comportamiento
La víbora del barro es una serpiente lenta que habita en áreas bajas, particularmente cerca de sitios sujetos a inundaciones estacionales. Durante el día, esta serpiente permanece en las grietas o cavidades profundas del suelo y emerge por la noche para alimentarse de las ranas.

## Reproducción
Es vivípara por cuanto da a luz crías completamente formadas con una longitud total promedio (incluida la cola) de 11 cm. Una camada consta de 3 a 11 serpientes bebé (5 en promedio).

## Taxonomía
Esta especie fue descrita por primera vez por De Vis en 1884 como Hoplocephalus ornatus. En 1920 Waite y Longman decidieron colocarlo en el género Denisonia. Sin embargo, dado que Krefft en 1869 había nombrado a una especie diferente Denisonia ornata, ese nombre no pudo usarse. Por lo tanto, Waite y Longman crearon el nuevo nombre D. maculata var. idea Posteriormente, Cogger en 1983 la elevó al estatus de especie completa como Denisonia devisi.